# 8. Flak-Division
La 8. Flak-Division (8e division de Flak) est une division de lutte antiaérienne de la Luftwaffe allemande au sein de la Wehrmacht durant la Seconde Guerre mondiale.

## Historique
La 8. Flak-Division est mise sur pied le 1er septembre 1941 à Bremen-Oberneuland à partir du Luftverteidigungskommando 8.
Le Stab/Flak-Regiment 13 est remplacé par le Stab/Flak-Regiment 56 en tant que Flakgruppe Bremen-Süd en juin 1942.
En mai 1944, la 8. Flak-Brigade part pour Hanovre et la division reprend ses quatre régiments le 1er juin 1944.
En juin 1944, le Stab/Flak-Regiment 89 est transféré sur Narbonne en France et en juillet 1944, le Stab/Flak-Regiment 50 (o) et le Stab/Flak-Regiment 61 (o) quittent la division pour la 8. Flak-Brigade.
Le Stab/Flak-Regiment 61 (o) retourne en septembre 1944 dans la division, tandis que le Stab/Flak-Regiment 63 (o) la quitte pour la 4. Flak-Brigade.

## Commandement
| Début              | Fin             | Grade           | Nom          |
| ------------------ | --------------- | --------------- | ------------ |
| 1er septembre 1941 | 4 décembre 1944 | Generalleutnant | Kurt Wagner  |
| 4 décembre 1944    | 7 avril 1945    | Generalmajor    | Max Schaller |

### Chef d'état-major(Ia)
| Début            | Fin      | Grade     | Nom                 |
| ---------------- | -------- | --------- | ------------------- |
| ?                | ?        | Hauptmann | Reuter              |
| 15 novembre 1944 | Mai 1945 | Major     | Hans-Werner Staunau |

## Organisation

### Rattachement
| Début              | Fin             | Commandement        |
| ------------------ | --------------- | ------------------- |
| 1er septembre 1941 | Mars/avril 1945 | Luftgau-Kommando XI |
| Mars/avril 1945    | 7 avril 1945    | VI. Flakkorps (de)  |

### Unités subordonnées
Formation le 1er septembre 1941 :
- Stab/Flak-Regiment 26 (o) (Flakgruppe Bremen-Nord)
- Stab/Flak-Regiment 56 (o) (Flakgruppe Bremen-Süd)
- Stab/Flak-Regiment 89 (o) (Flakgruppe Bremen-Mitte)
- Stab/Flakscheinwerfer-Regiment 160 (o) (Flakscheinwerfergruppe Bremen)
- Luftnachrichten-Abteilung 128

Organisation au 1er novembre 1943 :
- Stab/Flak-Regiment 13 (o) (Flakgruppe Bremen-Süd)
- Stab/Flak-Regiment 26 (o) (Flakgruppe Bremen-Nord)
- Stab/Flak-Regiment 89 (o) (Flakgruppe Bremen-Mitte)
- Stab/Flakscheinwerfer-Regiment 160 (o) (Flakscheinwerfergruppe Bremen)
- Luftnachrichten-Abteilung 128

Organisation au 1er juin 1944 :
- Stab/Flak-Regiment 9 (o) (Flakgruppe Osnabrück)
- Stab/Flak-Regiment 13 (o) (Flakgruppe Bremen-Süd)
- Stab/Flak-Regiment 26 (o) (Flakgruppe Bremen-Nord)
- Stab/Flak-Regiment 50 (o) in Bohmte (Flakgruppe Moorland)
- Stab/Flak-Regiment 61 (o) (Flakgruppe Lübeck)
- Stab/Flak-Regiment 63 (o) (Flakgruppe Ostfriesland)
- Stab/Flak-Regiment 89 (o) (Flakgruppe Bremen-Mitte)
- Stab/Flakscheinwerfer-Regiment 160 (o) (Flakscheinwerfergruppe Bremen)
- Flak-Transport-Bttr. 129./VI
- Luftnachrichten-Abteilung 128

Organisation au 1er décembre 1944 :
- Stab/Flak-Regiment 9 (v) (Flakgruppe Osnabrück)
- Stab/Flak-Regiment 13 (o) (Flakgruppe Bremen-Süd)
- Stab/Flak-Regiment 26 (o) (Flakgruppe Bremen-Nord)
- Stab/Flak-Regiment 61 (o) (Flakgruppe Lübeck)
- Stab/Flakscheinwerfer-Regiment 160 (o) (Flakscheinwerfergruppe Bremen)
- Flak-Transport-Bttr. 129./VI
- Luftnachrichten-Abteilung 128

### Livres
- Georges Bernage & François de Lannoy, Dictionnaire historique de la Luftwaffe et de la Waffen-SS, Éditions Heimdal, 1998
- (de) Karl-Heinz Hummel:Die deutsche Flakartillerie 1935 - 1945 - Ihre Großverbände und Regimenter, VDM Heinz Nickel, 2010